# Deutschland sucht den Superstar/Staffel 5

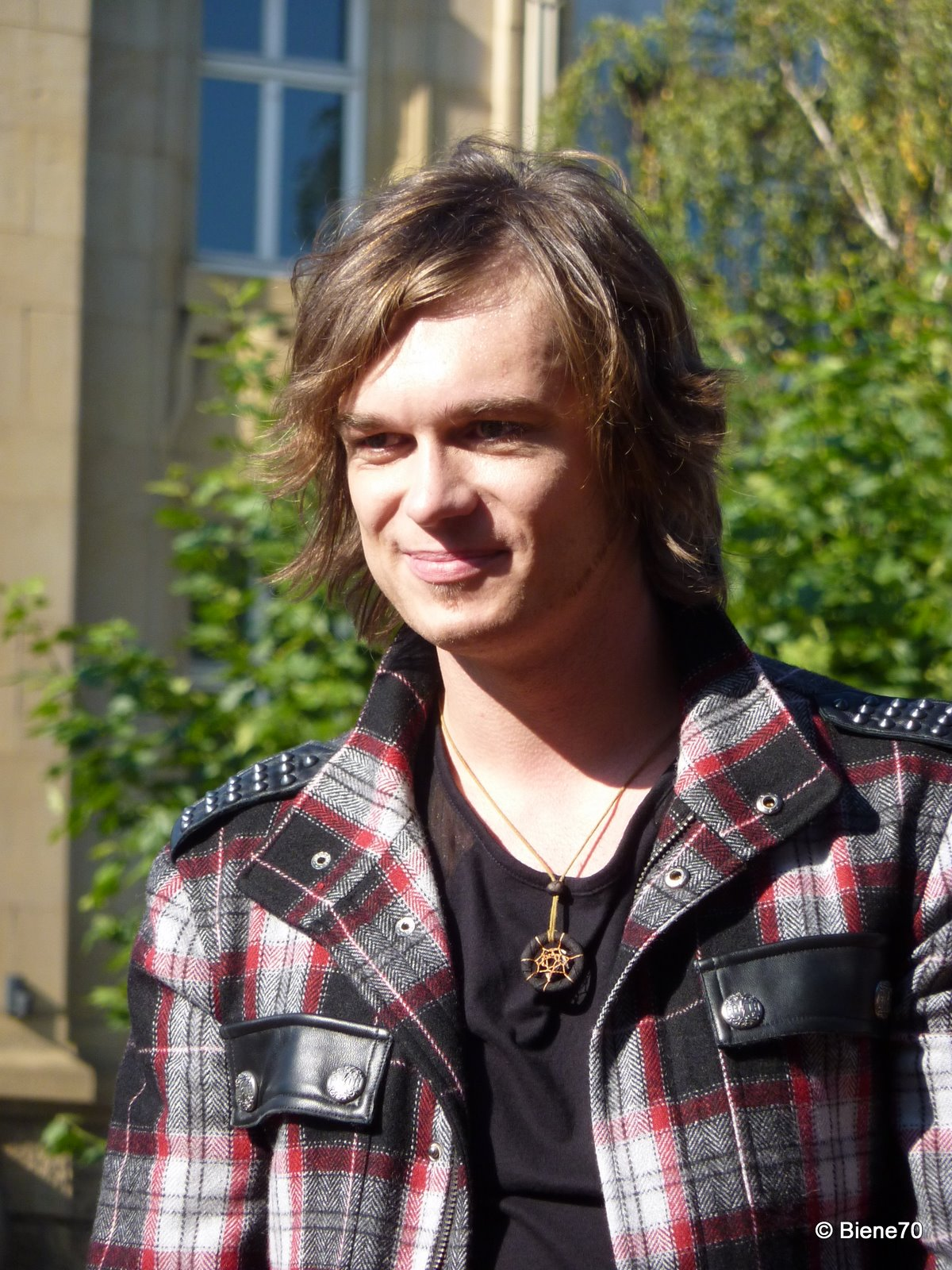
Thomas Godoj, Sieger der 5. Staffel (2009)

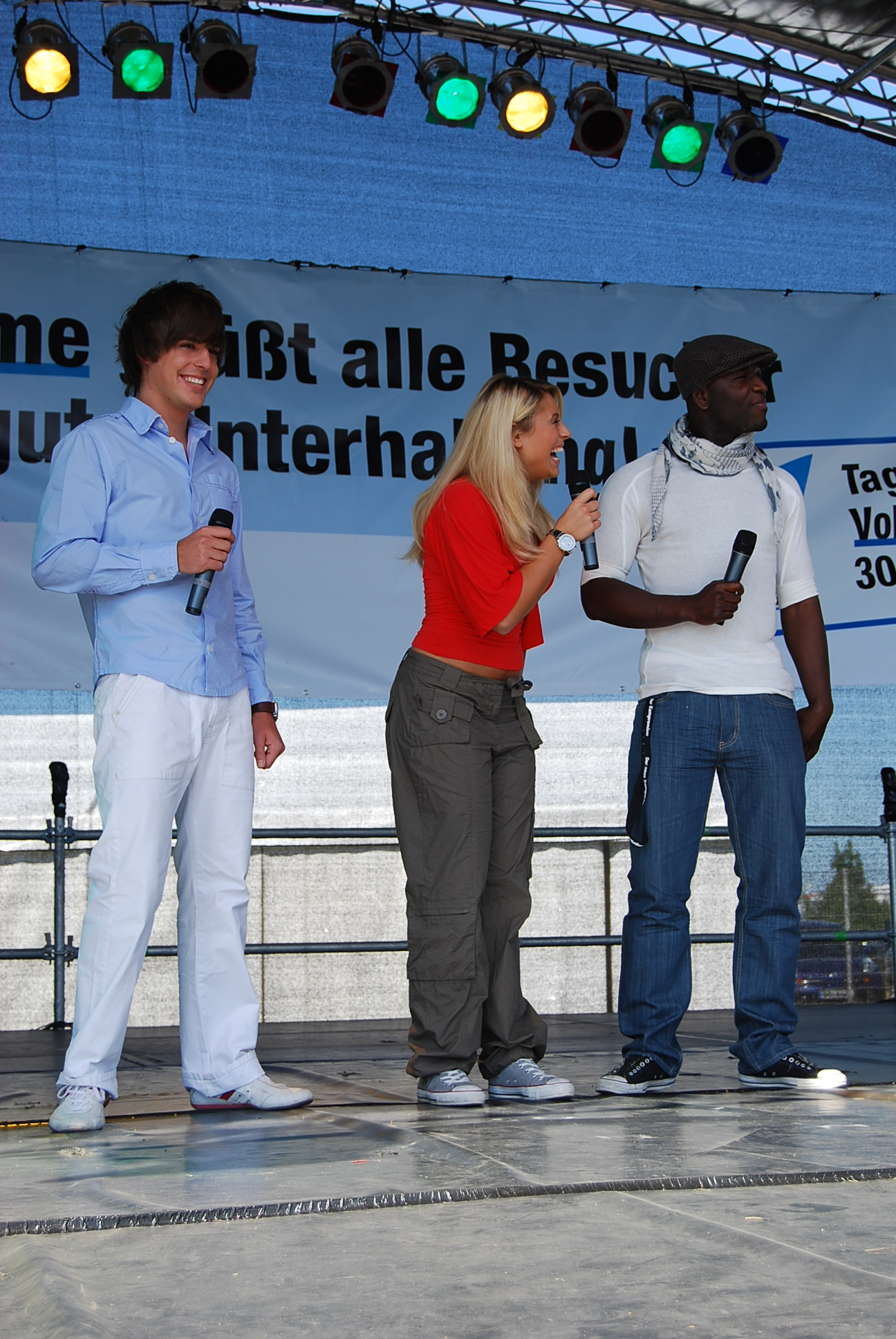
Simon Gincberg (Platz 15), Linda Teodosiu (Platz 3) und Collins Owusu (Platz 7) bei einem gemeinsamen Auftritt (2008)

Die fünfte Staffel der deutschen Gesangs-Castingshow Deutschland sucht den Superstar wurde vom 23. Januar bis zum 17. Mai 2008 im Programm des Fernsehsenders RTL ausgestrahlt.
Es gewann Thomas Godoj. Er hatte, wie Mark Medlock, von der ersten Top-15-Show bis zum Finale die höchsten Anruferzahlen.

## Hintergrund
Dieter Bohlen und Anja Lukaseder blieben Jury-Mitglieder, während Heinz Henn durch den Manager der Fantastischen Vier, Andreas „Bär“ Läsker, ersetzt wurde. Moderatorin Tooske Ragas war ebenfalls nicht mehr dabei, sodass Marco Schreyl die Sendung alleine moderierte.
Die Castings begannen im August 2007 mit zwei offenen Castings auf Ibiza und Mallorca und wurden ab Herbst in Deutschland fortgeführt.
Eine Änderung zu den vorhergegangenen Staffeln bestand darin, dass auf die vier Live-Shows verzichtet wurde. Stattdessen strahlte der Sender eine einzige Live-Show unter dem Titel Jetzt oder Nie aus, in welcher die verbliebenen 15 Kandidaten aus dem Recall antraten. Unter den letzten 25 Kandidaten befand sich auch Trong Hieu, der 2015 die sechste Staffel von Vietnam Idol gewann.

## Kandidaten der Mottoshows
| Platz                                                                    | Kandidat            | Ausgeschieden am | Motto                                                    |
| ------------------------------------------------------------------------ | ------------------- | ---------------- | -------------------------------------------------------- |
| 1.                                                                       | Thomas Godoj        | Gewinner         | Finale Lied nach Wahl, Staffel-Highlight und Siegertitel |
| 2.                                                                       | Fady Maalouf        | 17. Mai          | Finale Lied nach Wahl, Staffel-Highlight und Siegertitel |
| 3.                                                                       | Linda Teodosiu      | 10. Mai          | Beatles, Nummer-eins-Hits und Dedicated to …             |
| 4.                                                                       | Monika Ivkic        | 3. Mai           | Deutschland vs. England                                  |
| 5.                                                                       | Rania Zeriri        | 26. April        | Partyklassiker und Balladen                              |
| 6.                                                                       | Benjamin Herd       | 19. April        | Songs der Jury                                           |
| 7.                                                                       | Collins Owusu       | 12. April        | Greatest Hits                                            |
| 8.                                                                       | Stella Salato       | 5. April         | Mariah Carey und Take That                               |
| 9.                                                                       | Sahra Drone         | 22. März         | Die größten Filmhits                                     |
| 10.                                                                      | Jermaine Alford     | 15. März         | Aktuelle Superhits                                       |
|                                                                          |                     |                  |                                                          |
| 11. bis 15.                                                              | Christopher Schnell | 8. März          | Jetzt oder Nie                                           |
| 11. bis 15.                                                              | Juna Manaj          | 8. März          | Jetzt oder Nie                                           |
| 11. bis 15.                                                              | Felix Gaisberger    | 8. März          | Jetzt oder Nie                                           |
| 11. bis 15.                                                              | Viviana Stengel     | 8. März          | Jetzt oder Nie                                           |
| 11. bis 15.                                                              | Simon Gincberg      | 8. März          | Jetzt oder Nie                                           |
| Platzierungen der letzten 15 Kandidaten laut Ergebnis der Telefonvotings |                     |                  |                                                          |

## Mottoshows und Resultate
|          | Jetzt oder nie      | Mottoshow 1 Aktuelle Superhits | Mottoshow 2 Die größten Filmhits | Mottoshow 3 Mariah Carey und Take That | Mottoshow 4 Greatest Hits | Mottoshow 5 Songs der Jury | Mottoshow 6 Partyklassiker und Balladen | Mottoshow 7 Deutschland vs. England | Mottoshow 8 Halbfinale: Beatles; Nummer-Eins-Hits; Dedicated to … | Mottoshow 9 Finale: Wahllied; Staffel-Highlight; Siegertitel |
| -------- | ------------------- | ------------------------------ | -------------------------------- | -------------------------------------- | ------------------------- | -------------------------- | --------------------------------------- | ----------------------------------- | ----------------------------------------------------------------- | ------------------------------------------------------------ |
| Platz 1  | Thomas 47,5 %       | Thomas 52,75 %                 | Thomas 39,88 %                   | Thomas 52,10 %                         | Thomas 40,81 %            | Thomas 50,38 %             | Thomas 50,04 %                          | Thomas 46,83 %                      | Thomas 46,34 %                                                    | Thomas 62,20 %                                               |
| Platz 2  | Fady 08,55 %        | Monika 09,02 %                 | Fady 21,09 %                     | Linda 09,21 %                          | Linda 17,95 %             | Linda 15,15 %              | Fady 16,69 %                            | Linda 24,90 %                       | Fady 30,32 %                                                      | Fady 37,80 %                                                 |
| Platz 3  | Monika 07,25 %      | Linda 08,9 %                   | Linda 09,58 %                    | Fady 08,56 %                           | Fady 13,91 %              | Fady 12,98 %               | Linda 15,37 %                           | Fady 19,22 %                        | Linda 23,34 %                                                     |                                                              |
| Platz 4  | Linda 06,03 %       | Fady 07,08 %                   | Rania 07,69 %                    | Rania 07,27 %                          | Rania 10,40 %             | Monika 08,95 %             | Monika 09,78 %                          | Monika 09,05 %                      |                                                                   |                                                              |
| Platz 5  | Sahra 05,54 %       | Benjamin 05,88 %               | Monika 07,28 %                   | Monika 06,12 %                         | Benjamin 06,54 %          | Rania 06,63 %              | Rania 08,12 %                           |                                     |                                                                   |                                                              |
| Platz 6  | Rania 04,82 %       | Rania 04,67 %                  | Benjamin 07,08 %                 | Collins 05,91 %                        | Monika 05,94 %            | Benjamin 05,91 %           |                                         |                                     |                                                                   |                                                              |
| Platz 7  | Benjamin 04,65 %    | Collins 03,70 %                | Collins 03,15 %                  | Benjamin 05,82 %                       | Collins 04,45 %           |                            |                                         |                                     |                                                                   |                                                              |
| Platz 8  | Christopher 03,73 % | Sahra 02,85 %                  | Stella 03,08 %                   | Stella 05,03 %                         |                           |                            |                                         |                                     |                                                                   |                                                              |
| Platz 9  | Collins 02,50 %     | Stella 02,78 %                 | Sahra 01,24 %                    |                                        |                           |                            |                                         |                                     |                                                                   |                                                              |
| Platz 10 | Stella 02,17 %      | Jermaine 02,37 %               |                                  |                                        |                           |                            |                                         |                                     |                                                                   |                                                              |
| Platz 11 | Juna 02,08 %        |                                |                                  |                                        |                           |                            |                                         |                                     |                                                                   |                                                              |
| Platz 12 | Jermaine 02,06 %    |                                |                                  |                                        |                           |                            |                                         |                                     |                                                                   |                                                              |
| Platz 13 | Felix 01,10 %       |                                |                                  |                                        |                           |                            |                                         |                                     |                                                                   |                                                              |
| Platz 14 | Viviana 01,06 %     |                                |                                  |                                        |                           |                            |                                         |                                     |                                                                   |                                                              |
| Platz 15 | Simon 00,96 %       |                                |                                  |                                        |                           |                            |                                         |                                     |                                                                   |                                                              |

### Jetzt oder Nie! – Die Top-15-Show
Die erste Live-Show der fünften Staffel fand am 8. März 2008 statt. Die 5 Kandidaten mit den meisten Telefonanrufen kamen direkt in die Mottoshows. Nach kurzer Beratung entschied sich die Jury für 5 weitere Kandidaten, die ebenfalls in die Mottoshows einzogen.
|  | Startnr. | Name                | Alter | Interpret, Lied                                            | Bemerkung                         | Platzierung |
|  | -------- | ------------------- | ----- | ---------------------------------------------------------- | --------------------------------- | ----------- |
|  | 01       | Rania Zeriri        | 22    | Oleta Adams – Get Here                                     | weiter nach Entscheidung der Jury | 6 0(4,82 %) |
|  | 02       | Felix Gaisberger    | 17    | Enrique Iglesias – Hero                                    | ausgeschieden                     | 13 (1,10 %) |
|  | 03       | Juna Manaj          | 16    | Christina Aguilera – Come On Over Baby (All I Want Is You) | ausgeschieden                     | 11 (2,08 %) |
|  | 04       | Jermaine Alford     | 21    | All-4-One – I Swear                                        | weiter nach Entscheidung der Jury | 12 (2,06 %) |
|  | 05       | Collins Owusu       | 26    | Seal – Amazing                                             | weiter nach Entscheidung der Jury | 9 0(2,50 %) |
|  | 06       | Simon Gincberg      | 22    | Richard Marx – Right Here Waiting                          | ausgeschieden                     | 15 (0,96 %) |
|  | 07       | Stella Salato       | 23    | Toni Braxton – Un-Break My Heart                           | weiter nach Entscheidung der Jury | 10 (2,17 %) |
|  | 08       | Viviana Stengel     | 28    | Colbie Caillat – Bubbly                                    | ausgeschieden                     | 14 (1,06 %) |
|  | 09       | Fady Maalouf        | 29    | Michael Bublé – Home                                       | weiter                            | 2 0(8,55 %) |
|  | 10       | Linda Teodosiu      | 16    | Natasha Bedingfield – Soulmate                             | weiter                            | 4 0(6,03 %) |
|  | 11       | Christopher Schnell | 19    | Westlife – Mandy                                           | ausgeschieden                     | 8 0(3,73 %) |
|  | 12       | Monika Ivkic        | 19    | Christina Aguilera – Hurt                                  | weiter                            | 3 0(7,25 %) |
|  | 13       | Sahra Drone         | 19    | Leona Lewis – Bleeding Love                                | weiter                            | 5 0(5,54 %) |
|  | 14       | Benjamin Herd       | 16    | Mario – Let Me Love You                                    | weiter nach Entscheidung der Jury | 7 0(4,65 %) |
|  | 15       | Thomas Godoj        | 30    | Snow Patrol – Chasing Cars                                 | weiter                            | 1 (47,50 %) |

### Erste Mottoshow
Die erste Mottoshow hatte den Titel Aktuelle Superhits und fand am 15. März 2008 statt. Die wenigsten Anrufe bekam Jermaine Alford.
|  | Startnr. | Name            | Interpret, Lied                                    | Bemerkung     | Platzierung |
|  | -------- | --------------- | -------------------------------------------------- | ------------- | ----------- |
|  | 01       | Fady Maalouf    | Backstreet Boys – Helpless When She Smiles         | weiter        | 4 0(7,08 %) |
|  | 02       | Benjamin Herd   | Justin Timberlake – LoveStoned (I Think She Knows) | weiter        | 5 0(5,88 %) |
|  | 03       | Jermaine Alford | Timbaland feat. OneRepublic – Apologize            | ausgeschieden | 10 (2,37 %) |
|  | 04       | Rania Zeriri    | Amy Winehouse – Rehab                              | weiter        | 6 0(4,67 %) |
|  | 05       | Linda Teodosiu  | Christina Aguilera – Oh Mother                     | weiter        | 3 0(8,90 %) |
|  | 06       | Stella Salato   | Fergie – Big Girls Don’t Cry                       | weiter        | 9 0(2,78 %) |
|  | 07       | Collins Owusu   | Lenny Kravitz – I’ll Be Waiting                    | weiter        | 7 0(3,70 %) |
|  | 08       | Sahra Drone     | Beyoncé Knowles – Listen                           | weiter        | 8 0(2,85 %) |
|  | 09       | Thomas Godoj    | Ich + Ich – Stark                                  | weiter        | 1 (52,75 %) |
|  | 10       | Monika Ivkic    | Pink – Nobody Knows                                | weiter        | 2 0(9,02 %) |

### Zweite Mottoshow
Die zweite Mottoshow trug den Titel Die größten Filmhits und fand am 22. März 2008 statt. Sahra Drone wurde an diesem Abend von den Zuschauern aus dem Wettbewerb gewählt.
|  | Startnr. | Name           | Interpret, Lied                               | Bemerkung     | Platzierung |
|  | -------- | -------------- | --------------------------------------------- | ------------- | ----------- |
|  | 01       | Collins Owusu  | The Blues Brothers – Everybody Needs Somebody | weiter        | 7 0(3,15 %) |
|  | 02       | Sahra Drone    | Sugababes – Too Lost in You                   | ausgeschieden | 9 0(1,24 %) |
|  | 03       | Benjamin Herd  | Ben E. King – Stand by Me                     | weiter        | 6 0(7,08 %) |
|  | 04       | Stella Salato  | Whitney Houston – Run to You                  | weiter        | 8 0(3,01 %) |
|  | 05       | Monika Ivkic   | Whitney Houston – I’m Every Woman             | weiter        | 5 0(7,28 %) |
|  | 06       | Rania Zeriri   | Vanessa Williams – Colors of the Wind         | weiter        | 4 0(7,69 %) |
|  | 07       | Thomas Godoj   | James Blunt – Same Mistake                    | weiter        | 1 (39,88 %) |
|  | 08       | Linda Teodosiu | Tina Turner – GoldenEye                       | weiter        | 3 0(9,58 %) |
|  | 09       | Fady Maalouf   | Patrick Swayze – She’s Like the Wind          | weiter        | 2 (21,09 %) |

### Dritte Mottoshow
Die dritte Mottoshow hatte den Titel Mariah Carey und Take That und fand am 5. April 2008 statt. Stella Salato musste die Show verlassen.
Höhepunkt des Abends war der Auftritt von Mariah Carey, die ihren neuen Song Touch My Body präsentierte.
|  | Startnr. | Name           | Interpret, Lied                     | Bemerkung     | Platzierung |
|  | -------- | -------------- | ----------------------------------- | ------------- | ----------- |
|  | 01       | Linda Teodosiu | Mariah Carey – Hero                 | weiter        | 2 0(9,21 %) |
|  | 02       | Benjamin Herd  | Take That – Relight My Fire         | weiter        | 7 0(5,82 %) |
|  | 03       | Rania Zeriri   | Mariah Carey – Against All Odds     | weiter        | 4 0(7,27 %) |
|  | 04       | Collins Owusu  | Take That – Love Ain’t Here Anymore | weiter        | 6 0(5,91 %) |
|  | 05       | Monika Ivkic   | Mariah Carey – Without You          | weiter        | 5 0(6,12 %) |
|  | 06       | Stella Salato  | Mariah Carey – Dreamlover           | ausgeschieden | 8 0(5,03 %) |
|  | 07       | Fady Maalouf   | Take That – Back for Good           | weiter        | 3 0(8,54 %) |
|  | 08       | Thomas Godoj   | Take That – Rule the World          | weiter        | 1 (52,10 %) |

### Vierte Mottoshow
Die vierte Mottoshow Greatest Hits wurde am 12. April 2008 ausgestrahlt. Kandidat Collins Owusu musste die Show verlassen.
|  | Startnr. | Name           | Interpret, Lied                                 | Bemerkung     | Platzierung |
|  | -------- | -------------- | ----------------------------------------------- | ------------- | ----------- |
|  | 01       | Monika Ivkic   | Irene Cara – What a Feeling                     | weiter        | 6 0(5,94 %) |
|  | 02       | Collins Owusu  | Boyz II Men – End of the Road                   | ausgeschieden | 7 0(4,45 %) |
|  | 03       | Rania Zeriri   | Sade – Smooth Operator                          | weiter        | 4 (10,40 %) |
|  | 04       | Thomas Godoj   | U2 – I Still Haven’t Found What I’m Looking For | weiter        | 1 (40,81 %) |
|  | 05       | Benjamin Herd  | Wham! – Wake Me Up Before You Go-Go             | weiter        | 5 0(6,54 %) |
|  | 06       | Fady Maalouf   | Elton John – Your Song                          | weiter        | 3 (13,91 %) |
|  | 07       | Linda Teodosiu | Anastacia – One Day in Your Life                | weiter        | 2 (17,95 %) |

### Fünfte Mottoshow
Die fünfte Mottoshow Songs der Jury fand am 19. April 2008 statt. In dieser Show entschied die Jury, welches Lied jeder Kandidat singen musste. Moderator Marco Schreyl verkündete bei der Entscheidungsshow, dass Benjamin Herd die wenigsten Zuschauerstimmen erhalten hatte und die Sendung somit verlassen musste.
|  | Startnr. | Name           | Interpret, Lied                 | Bemerkung     | Platzierung |
|  | -------- | -------------- | ------------------------------- | ------------- | ----------- |
|  | 01       | Fady Maalouf   | DSDS – We Have a Dream          | weiter        | 3 (12,98 %) |
|  | 02       | Rania Zeriri   | Amy Winehouse – Valerie         | weiter        | 5 0(6,63 %) |
|  | 03       | Benjamin Herd  | Justin Timberlake – Señorita    | ausgeschieden | 6 0(5,91 %) |
|  | 04       | Linda Teodosiu | Kelly Clarkson – Because of You | weiter        | 2 (15,15 %) |
|  | 05       | Monika Ivkic   | Yvonne Catterfeld – Für dich    | weiter        | 4 0(8,95 %) |
|  | 06       | Thomas Godoj   | Linkin Park – Shadow of the Day | weiter        | 1 (50,38 %) |

### Sechste Mottoshow
Die sechste Mottoshow vom 26. April 2008 stand unter dem Motto Partyklassiker & Balladen. Rania Zeriri konnte die wenigsten Zuschauerstimmen für sich gewinnen und schied aus der Show aus.
|  | Startnr. | Name           | 1. Interpret, Lied                    | 2. Interpret, Lied                        | Bemerkung     | Platzierung |
|  | -------- | -------------- | ------------------------------------- | ----------------------------------------- | ------------- | ----------- |
|  | 01       | Linda Teodosiu | Gloria Gaynor – I Will Survive        | Christina Aguilera – The Voice Within     | weiter        | 3 (15,37 %) |
|  | 02       | Rania Zeriri   | The Pointer Sisters – I’m So Excited  | Vanessa Williams – Save the Best for Last | ausgeschieden | 5 0(8,12 %) |
|  | 03       | Monika Ivkic   | Jennifer Lopez – Let’s Get Loud       | Roberta Flack – Killing Me Softly         | weiter        | 4 0(9,78 %) |
|  | 04       | Thomas Godoj   | New Radicals – You Get What You Give  | Limp Bizkit – Behind Blue Eyes            | weiter        | 1 (50,04 %) |
|  | 05       | Fady Maalouf   | Rick Astley – Never Gonna Give You Up | Eric Carmen – All by Myself               | weiter        | 2 (16,69 %) |

### Siebte Mottoshow
Die siebte Mottoshow fand am 3. Mai 2008 statt. Das Motto lautete Deutschland vs. England. Die Kandidaten sangen abwechselnd einen deutschen oder englischen Titel. Monika Ivkic bekam die wenigsten Anrufe.
|  | Startnr. | Name           | 1. Interpret, Lied                  | 2. Interpret, Lied           | Bemerkung     | Platzierung |
|  | -------- | -------------- | ----------------------------------- | ---------------------------- | ------------- | ----------- |
|  | 01       | Monika Ivkic   | Shola Ama – You Might Need Somebody | Rosenstolz – Liebe ist alles | ausgeschieden | 4 0(9,05 %) |
|  | 02       | Fady Maalouf   | Söhne Mannheims – Und wenn ein Lied | Blue – Breathe Easy          | weiter        | 3 (19,22 %) |
|  | 03       | Thomas Godoj   | Oasis – Wonderwall                  | Herbert Grönemeyer – Mensch  | weiter        | 1 (46,83 %) |
|  | 04       | Linda Teodosiu | Silbermond – Durch die Nacht        | Duffy – Mercy                | weiter        | 2 (24,90 %) |

### Halbfinale
Thomas Godoj, Linda Teodosiu und Fady Maalouf kämpften am 10. Mai 2008 um den Einzug ins Finale. Erstmals in dieser Staffel sang jeder Kandidat drei Songs. Die Mottos der drei Runden lauteten Nummer-1-Hits, Beatles und Dedicated to ….
Am Ende des Halbfinales erhielten Thomas Godoj und Fady Maalouf die meisten Anrufe. Linda Teodosiu erhielt die wenigsten Stimmen und schied aus. Teodosiu ist das beste Mädchen der 5. Staffel von Deutschland sucht den Superstar.
|  | Startnr. | Name           | 1. Interpret, Lied             | 2. Interpret, Lied                               | 3. Interpret, Lied           | Bemerkung     | Platzierung |
|  | -------- | -------------- | ------------------------------ | ------------------------------------------------ | ---------------------------- | ------------- | ----------- |
|  | 01       | Thomas Godoj   | The Rasmus – In the Shadows    | The Beatles – Let It Be                          | Faith No More – Easy         | weiter        | 1 (46,36 %) |
|  | 02       | Linda Teodosiu | Rihanna – Don’t Stop the Music | The Beatles – With a Little Help from My Friends | Mariah Carey – My All        | ausgeschieden | 3 (23,34 %) |
|  | 03       | Fady Maalouf   | Westlife – You Raise Me Up     | The Beatles – Yesterday                          | Michael Bublé – Feeling Good | weiter        | 2 (30,32 %) |

### Finale
Am 17. Mai kämpften Fady Maalouf und Thomas Godoj um den Titel Superstar 2008. In der ersten Runde sangen die Kontrahenten ein Lied ihrer Wahl, danach einen Song, den sie bereits in einer Liveshow gesungen haben und in der dritten Runde sang jeder seinen Siegertitel.
Nach den Auftritten der Finalisten gab es ein Duett der beiden mit dem Song My Way von Frank Sinatra.
Thomas Godoj ist der Sieger der fünften Staffel und somit Superstar 2008.
Nach der Show moderierte Frauke Ludowig, wie auch in den letzten Jahren, Explosiv Spezial – Die Nacht der Superstars.
|  | Startnr. | Name         | 1. Interpret, Lied                  | 2. Interpret, Lied                   | 3. Interpret, Lied                                                               | Bemerkung | Platzierung |
|  | -------- | ------------ | ----------------------------------- | ------------------------------------ | -------------------------------------------------------------------------------- | --------- | ----------- |
|  | 01       | Fady Maalouf | George Michael – Careless Whisper   | Patrick Swayze – She’s Like the Wind | Blessed (Finalkomposition von Jörgen Elofsson und Peer Astrom)                   | 2. Platz  | 2 (37,80 %) |
|  | 02       | Thomas Godoj | Sunrise Avenue – Fairytale Gone Bad | Snow Patrol – Chasing Cars           | Love Is You (Finalkomposition von Michelle Leonard, Kiko Masbaum und Will Simms) | Sieger    | 1 (62,20 %) |